# توماس باركلي
توماس باركلي (بالإنجليزية: Thomas Barclay)‏ هو كاتب وسياسي بريطاني (وحمل سابقاً جنسية المملكة المتحدة لبريطانيا العظمى وأيرلندا)، ولد في 20 فبراير 1853، وتوفي في 20 يناير 1941 في فرساي في فرنسا. حزبياً، نشط في الحزب الليبرالي. في الانتخابات العمومية البريطانية في يناير 1910 ‏، انتخب عضو برلمان المملكة المتحدة الـ29 عن دائرة Blackburn ‏ (15 يناير 1910 – 28 نوفمبر 1910).